# Radioactive (canción de Rita Ora)
«Radioactive» —en español: «Radioactivo»— es una canción de la cantante británica de origen albano-kosovar, Rita Ora con estilo house y con influencias de géneros como el R&B y eurodisco. El sencillo fue publicado el 11 de febrero de 2013 precedido del álbum debut ORA.
La canción fue compuesta por Greg Kurstin y la cantante australiana Sia, y producida por el propio Kurstin. El sencillo ya ha alcanzado tras después de su lanzamiento el n.º 1 en iTunes del Reino Unido y diversas listas de compras de internet como antes mencionado iTunes.

## Video musical
El video musical fue dirigido y producido por Syndrome. En el video se ve a Rita Ora en un ambiente futurista acompañada por diversos efectos especiales. El video se publicó en la cuenta oficial de RitaOraVEVO el 6/08/12 aproximadamente.

## Lista de canciones
| Descarga digital |                                      |          |  |
| N.º              | Título                               | Duración |  |
| 1.               | «Radioactive»                        | 4:11     |  |
| 2.               | «Radioactive» (Zed Bias Remix)       | 6:16     |  |
| 3.               | «Radioactive» (Waze & Odyssey Remix) | 6:44     |  |
| 4.               | «Radioactive» (The Flexican Remix)   | 5:08     |  |
| 5.               | «Radioactive» (Baggi Begovic Remix)  | 5:46     |  |
| 6.               | «Radioactive» (Lucien Foort Remix)   | 6:22     |  |

## Posicionamiento en listas y certificaciones
| Lista (2013)                                | Mejor posición |
| ------------------------------------------- | -------------- |
| Australia (ARIA)                            | 23             |
| Bélgica (Flandes) (Ultratip Bubbling Under) | 20             |
| Eslovaquia (Radio Top 100 Chart)            | 45             |
| Escocia (The Official Charts Company)       | 12             |
| Irlanda (IRMA)                              | 30             |
| Reino Unido (UK Singles Chart)              | 18             |

| País      | Organismo certificador | Certificación | Ventas | Ref.  |
| --------- | ---------------------- | ------------- | ------ | ----- |
| Australia | ARIA                   | Oro           | 35 000 | [ 9 ] |